# Épisodes de Commander in Chief
Cet article présente le guide des épisodes de la série télévisée américaine Commander in Chief.

## Synopsis
À la mort du président des États-Unis, Theodore Bridges, à la suite d'un accident vasculaire cérébral, Mackenzie Allen, sa vice-présidente, devient la première femme à accéder à ce poste.
Indépendante de tout parti politique, Mackenzie Allen n'avait pas pour but de devenir présidente des États-Unis d'Amérique en acceptant le poste de vice-présidente. Sur son lit de mort, Teddy Bridges lui a même demandé de démissionner afin que Nathan Templeton, le président de la Chambre des représentants, prenne sa place. Après avoir hésité, elle refuse, considérant qu'il n'avait aucun droit de lui demander une telle chose.
Mackenzie Allen prête donc serment et accède à la Maison-Blanche. Au poste le plus puissant de la planète, elle va devoir faire face aux différentes crises nationales et internationales qui se présenteront devant elle, tout en évitant les pièges tendus par Nathan Templeton qui va essayer de la déstabiliser par tous les moyens. Elle va également devoir régler des problèmes plus familiaux, étant mère de deux jumeaux de 16 ans et d'une petite fille de 6 ans, alors que son mari Rod ne souhaite pas être cantonné au simple rôle de Premier Gentleman.

## Distribution

### Acteurs principaux
- Geena Davis (VF : Déborah Perret) : Mackenzie Allen, vice-présidente puis présidente des États-Unis
- Donald Sutherland (VF : Bernard Tiphaine) : Nathan Templeton, président de la Chambre des représentants
- Harry Lennix (VF : Thierry Desroses) : Jim Gardner, chef de cabinet de la Maison-Blanche
- Kyle Secor (VF : Bertrand Liébert) : Rod Calloway, Premier Gentleman
- Ever Carradine (VF : Vanina Pradier) : Kelly Ludlow, porte-parole de la Maison-Blanche
- Matt Lanter (VF : Alexis Tomassian) : Horace Calloway, fils aîné de la Présidente
- Caitlin Wachs (VF : Kelly Marot) : Rebecca Calloway, fille aînée de la Présidente
- Jasmine Jessica Anthony (VF : Lisa Caruso) : Amy Calloway, fille cadette de la Présidente
- Mark-Paul Gosselaar (VF : Denis Laustriat) : Richard « Dickie » McDonald, directeur de la communication
- Natasha Henstridge (VF : Rafaèle Moutier) : Jayne Murray, directrice de cabinet de Nathan Templeton
- Polly Bergen (VF : Arlette Thomas) : Kate Allen, la mère de la présidente

### Acteurs récurrents
- Peter Coyote (VF : Hervé Bellon)[note 1] : Général Warren Keaton, le vice-président
- Samantha Eggar (VF : Marion Loran) : Sara Templeton, épouse du président de la Chambre des représentants Nathan Templeton
- Kristen Shaw (VF : Anne Rondeleux) : Norah Woodruff, responsable du bureau du Premier Gentleman
- Ned Vaughn (VF : Tristan Petitgirard) : Charlie, le journaliste
- Julie Ann Emery (VF : Barbara Tissier) : Joan Greer, chef des services de sécurité
- Matt Barr (VF : Tony Marot) : Mike Fleming
- Mary Page Keller (VF : Élisabeth Wiener) : Grace Bridges, épouse du président défunt, ancienne Première Dame
- Leslie Hope (VF : Véronique Augereau) : Mélanie Blackston, la procureure générale des États-Unis
- Anthony Azizi (VF : Xavier Fagnon) : Vince Taylor, l’assistant de la présidente
- Steve Tom : Steve, le journaliste
- Jason Wiles : Alex Williams
- Christopher Allport : Francis, secrétaire à la Défense
- Dale Dye : Général Peter Allyson
- Kate Jennings Grant (VF : Armelle Gallaud) : Samantha, la journaliste
- Bruce Boxleitner (VF : Hervé Bellon) : Tucker Baynes
- Will Lyman (VF : Marc Cassot) : Theodore Roosevelt "Teddy" Bridges, le président des États-Unis
- Adam Arkin : Carl Brantley
- Barbara Eve Harris : Lynn
- Rick Hoffman : Lance Addison
- Michael O'Neill : Wilcox, Membre du congrès
- Talia Balsam : Ruth, secrétaire du Bureau ovale
- Nestor Carbonell : Dr Kyle Brock
- Sandra Hess : Patya Kharkova, première dame de Russie
- Ilia Volok (en): Dmitri Kharkov, président de la fédération de Russie
- Hayden Panettiere : Stacy
- Tony Plana : Peter Ragone

### Acteurs invités
- Ato Essandoh : Manute Obama (1er épisode)
- Ric Young : 4e Reporter (1er épisode)
- Gideon Emery : Jared Lyons (épisode 6)
- Kim Hawthorne : Agent Powers (épisodes 6 et 7)
- Glenda Morgan Brown : Abigail Keaton (épisode 7)
- Michael Trevino : Kevin (épisode 8)
- Tzi Ma : Ambassadeur de Chine (épisodes 10 et 11)
- George Kee Cheung : Ambassadeur du Japon Nang (épisode 11)
- Tamlyn Tomita : Randy, l'interprète japonaise (épisode 11)
- Ana Ortiz : Isabelle Rios (épisode 12)
- Robert Joy : Frank Devane (épisode 13)
- Jonathan Scarfe : Richard Laughlin (épisode 13)
- Orson Bean : Bill Harrison, amant de Kate Allen (épisode 14)
- Elizabeth Dennehy : Sue Brantley (épisode 14)
- Sam Jaeger : Hall, le partenaire de Vince Taylor (épisode 15)
- Cristine Rose : Alice Marlow (épisode 16)
- Gwynyth Walsh : Jackie Ross (épisode 17)
- Patrick J. Adams : Colin James (épisodes 17 et 18)
- Sarah Clarke : Christine Chambers (épisode 18)
- Joshua Bitton : L'homme membre des audiences (épisode 18)
- Gabriel Olds : Jeremy Dobris (épisode 18)
- Wendy Davis : Karen Patton (épisode 18)

## Épisodes

### Épisode 1:En route pour la Maison-Blanche
- États-Unis : 27 septembre 2005 sur ABC
- France : 2 décembre 2006 sur M6

- États-Unis : 16,370 millions de téléspectateurs
- France : 2,5 millions de téléspectateurs (12,5 %)[1]

- Ato Essandoh : Manute Obama
- Ric Young : 4e reporter

- Dans l'épisode, l'ambassadeur du Nigeria aux États-Unis dit à la présidente qu'il va parler au Premier ministre du Nigeria pour obtenir la libération d'Oriane. Ce terme est repris de la version originale. Or, il s'agit d'une erreur puisque le Nigeria est une république fédérale dans laquelle le poste de Premier ministre n'existe pas ; il n'y a qu'un président et un vice-président à la tête de l'exécutif du pays, exactement comme aux États-Unis ou au Brésil par exemple.
- Oriane Adula est emprisonnée dans l'État de Lagos. Or, dans cet État nigérian, la Charia n'est pas appliquée. Le Nigeria étant une république fédérale, beaucoup de lois sont régies au niveau local.

### Épisode 2:Le Choix des armes
- États-Unis : 4 octobre 2005 sur ABC
- France : 2 décembre 2006 sur M6

- États-Unis : 16,940 millions de téléspectateurs
- France :

### Épisode 3:Première frappe
- États-Unis : 11 octobre 2005 sur ABC
- France : 2 décembre 2006 sur M6

- États-Unis : 16,230 millions de téléspectateurs
- France :

La présidente doit faire face à la première crise internationale de son mandat lorsqu'elle est informée que neuf agents américains travaillant pour l'Agence fédérale de la lutte contre la drogue ont été retrouvés mort à la frontière du pays de San Pasquale, exécutés d'une balle dans la tête. Des preuves irréfutables mettant en cause l'implication directe du général Joseph Sanchez, dictateur de ce pays qui s'est emparé du pouvoir en chassant le président démocratiquement élu Juan Duran, dans ces meurtres vont pouvoir être établies, ce qui va pousser Mackenzie Allen à réfléchir à des mesures de rétorsion et à ordonner l'intervention de l'armée américaine pour détruire les champs de cocaïnes à San Pasquale. Elle demande par ailleurs au peuple de San Pasquale de renverser Sanchez pour remettre au pouvoir le président qu'ils avaient démocratiquement élu. 
Dans le même temps, Horace et Rebecca font leur rentrée dans leur lycée pour la première fois en tant qu'enfants de la présidente des États-Unis. Le lycée est placé sous haute-surveillance et les médias ne laissent aucun répit aux deux adolescents, voulant à tout prix obtenir quelques mots des enfants. Rebecca semble mal vivre cette situation, contrairement à Horace qui est plus à l'aise avec cette soudaine médiatisation. Après avoir vu les images de leur arrivée au lycée à la télévision, la présidente demande personnellement aux médias d'arrêter d’importuner ses enfants. Le Premier Gentleman Rod de son côté se voit confier par la présidente la mission de préparer l'entretien de confirmation de Keaton à la vice-présidence qui aura lieu au congrès, dépassant ainsi largement les missions que lui confessent normalement ses fonctions de Premier Gentleman. 
À la fin de l'épisode, après une adresse directe de la présidente à la nation depuis le Bureau ovale, on apprend que Joseph Sanchez a été arrêté après que le peuple de San Pasquale se soit rebellé en force contre ce dictateur.
- Le pays de San Pasquale évoqué dans cet épisode est un pays sud-américain fictif. Il se situerait à la place de la Bolivie ou du Panama.

### Épisode 4:Guerre froide
- États-Unis : 18 octobre 2005 sur ABC
- France : 9 décembre 2006 sur M6

- États-Unis : 16,300 millions de téléspectateurs
- France :

- Dans cet épisode, Nathan Templeton propose à Jim Gardner d'être son colistier pour la future élection présidentielle, ce qui ferait de lui s'ils sont élus le premier vice-président afro-américain des États-Unis. Il refuse mais finira finalement par accepter de le devenir plus tard dans l'administration Allen lorsque la présidente lui fera la proposition. 3 ans après cet épisode qui mentionne l'arrivée éventuelle à la vice-présidence du premier Afro-américain, Barack Obama fut élu président des États-Unis, ce qui a fait de lui le premier président afro-américain des États-Unis.

### Épisode 5:Le Revers de la médaille
- États-Unis : 25 octobre 2005 sur ABC
- France : 9 décembre 2006 sur M6

- États-Unis : 15,620 millions de téléspectateurs
- France :

### Épisode 6:Marée noire
- États-Unis : 1er novembre 2005 sur ABC
- France : 9 décembre 2006 sur M6

- États-Unis : 14,640 millions de téléspectateurs
- France :

- Gideon Emery : Jared Lyons
- Kim Hawthorne : Agent Powers

### Épisode 7:Une présidence volée
- États-Unis : Modèle:Date 8 sur ABC
- France : 16 décembre 2006 sur M6

- États-Unis : 14,780 millions de téléspectateurs
- France :

- Kim Hawthorne : Agent Powers
- Glenda Morgan Brown : Abigail Keaton, époux de Warren

### Épisode 8:Les Fantômes du passé
- États-Unis : 15 novembre 2005 sur ABC
- France : 16 décembre 2006 sur M6

- États-Unis : 12,570 millions de téléspectateurs
- France :

- Michael Trevino : Kevin

### Épisode 9:Cas de conscience
- États-Unis : 29 novembre 2005 sur ABC
- France : 16 décembre 2006 sur M6

- États-Unis : 13,660 millions de téléspectateurs
- France :

### Épisode 10:Dangereuse Alliance [1/2]
- États-Unis : 10 janvier 2006 sur ABC
- France : 23 décembre 2006 sur M6

- États-Unis : 11,100 millions de téléspectateurs
- France :

- Tzi Ma : Ambassadeur de Chine

### Épisode 11:Dangereuse Alliance [2/2]
- États-Unis : 17 janvier 2006 sur ABC
- France : 23 décembre 2006 sur M6

- États-Unis : 10,790 millions de téléspectateurs
- France :

- Tzi Ma : Ambassadeur de Chine
- George Kee Cheung : Ambassadeur du Japon
- Tamlyn Tomita : Randy, l'interprète japonaise

### Épisode 12:Air Force One
- États-Unis : 24 janvier 2006 sur ABC
- France : 23 décembre 2006 sur M6

- États-Unis : 10,380 millions de téléspectateurs
- France :

- Ana Ortiz : Isabelle Rios

### Épisode 13:L'État de l'Union
- États-Unis : 13 avril 2006 sur ABC
- France : 26 décembre 2006 sur Téva

- États-Unis : 8,200 millions de téléspectateurs
- France :

- Robert Joy : Frank Devane
- Jonathan Scarfe : Richard Laughlin

### Épisode 14:Le Prix à payer
- États-Unis : 20 avril 2006 sur ABC
- France : 26 décembre 2006 sur Téva

- États-Unis : 7,690 millions de téléspectateurs
- France :

- Orson Bean : Bill Harrison, compagnon de Kate Allen
- Elizabeth Dennehy : Sue Brantley, femme de Carl Brantley

### Épisode 15:Ces liens qui nous unissent
- États-Unis : 27 avril 2006 sur ABC
- France : 2 janvier 2007 sur Téva

- États-Unis : 6,510 millions de téléspectateurs
- France :

- Sam Jaeger : Hall, le partenaire de Vince Taylor

### Épisode 16:Le Loup dans la bergerie
- États-Unis : 31 mai 2006 sur ABC
- France : 2 janvier 2007 sur Téva

- États-Unis : 5,540 millions de téléspectateurs
- France :

- Cristine Rose : Alice Marlow

### Épisode 17:L'Art de la politique
- États-Unis : 7 juin 2006 sur ABC
- France : 9 janvier 2007 sur Téva

- États-Unis : 5,310 millions de téléspectateurs
- France :

- Gwynyth Walsh : Jackie Ross
- Patrick J. Adams : Colin James

### Épisode 18:Le Dernier Combat
- États-Unis : 14 juin 2006 sur ABC
- France : 9 janvier 2007 sur Téva

- États-Unis : 5,530 millions de téléspectateurs
- France :

- Patrick J. Adams : Colin James
- Sarah Clarke : Christine Chambers
- Joshua Bitton : L'homme membre des audiences
- Gabriel Olds : Jeremy Dobris
- Wendy Davis : Karen Patton

## Épisodes non diffusés
ABC avait prévu au départ 23 épisodes pour une première saison de Commander in Chief, mais finalement seuls 18 ont été retenus et diffusés. Les cinq autres n'ont jamais été diffusés, ni édités sur le DVD.
Un épisode intitulé en langue originale Little Shop of Horace était normalement situé après l'épisode douze Air Force One (Wind Beneath My Wing) et aurait dû être diffusé le 21 février 2006. Une promotion de cet épisode a été faite mais finalement la diffusion a été annulée et Commander in Chief est revenue le 13 avril 2006 avec l'épisode treize L'État de l'Union (State of the Unions).
Dans cet épisode annulé et jamais diffusé, la présidente Mackenzie Allen doit faire face à un génocide se déroulant en Afrique. Elle doit trouver une solution qui s'avère difficile pour tenter de faire revenir la paix, parmi les différentes possibilités. Pendant le même temps, Richard MacDonald lui conseille de faire le tri dans son cabinet actuel comme beaucoup des membres sont issus de l'ancienne administration de Theodore Bridges ; il faut selon lui que son cabinet soit plus conforme à elle-même en vue de sa campagne à venir pour sa réélection. Rod de son côté fait une apparition à une convention gymnastique pour enfants conjointe États-Unis-Cuba, où un accident étrange déclenche une crise internationale. Enfin, Horace propose à l'amie de Rebecca, Stacy, de l'aide à faire ses devoirs, mais ils finissent par faire plus qu'une étude.
L'épisode a été écrit par Tom Szentgyorgyi et dirigé par Carol Banker.